# 70.
◄ | 1. stoljeće pr. Kr. | 1. stoljeće | 2. stoljeće | ►
◄ | 40-ih | 50-ih | 60-ih | 70-ih | 80-ih | 90-ih | 100-ih | ►
◄◄ | ◄ | 67. | 68. | 69. | 70. | 71. | 72. | 73. | ► | ►►
Astronomija • Književnost • Kršćanstvo
To je bila redovna godina koja je počela u ponedjeljak po julijanskom kalendaru.

## Događaji
- Rimska vojska razrušila Jeruzalemski hram.
- Kineski brodovi su stigli na Crveno more.

## Rođenja
- Gaj Julije Kvadrat Bas, rimski general u Judeji

## Smrti
- Heron

## Vanjske poveznice
|  | Zajednički poslužitelj ima još gradiva o temi 70. |